# 长柱蝇子草
长柱蝇子草（学名：Silene macrostyla）为石竹科蝇子草属的植物。分布在俄罗斯、朝鲜、日本以及中国大陆的黑龙江、吉林、辽宁等地，生长于海拔800米的地区，多生长在干草原、林下和多砾石的草坡，目前尚未由人工引种栽培。

## 别名
长柱麦瓶草（东北草本植物志）